# Wiktor Serebrianikow
Wiktor Petrowycz Serebrianikow, ukr. Віктор Петрович Серебряников, ros. Виктор Петрович Серебряников, Wiktor Pietrowicz Sieriebrianikow (ur. 29 marca 1940 w Zaporożu, Ukraińska SRR, zm. 12 listopada 2014 w Kijowie, Ukraina) – radziecki i ukraiński piłkarz występujący na pozycji pomocnika, trener piłkarski.

## Kariera piłkarska

### Kariera klubowa
Jako nastolatek został przyjęty do zespołu juniorów Metałurha Zaporoże, skąd wkrótce przeszedł do pierwszego składu. Po roku występów klubie z rodzinnego miasta, w 1959 został zakupiony przez Dynamo Kijów. 12 lat występował w składzie Dynama, z którym zdobył największe sukcesy.
W latach sześćdziesiątych cieszył się opinią jednego z najlepszych radzieckich pomocników, czego dowodem były m.in. tytuły Mistrza Sportu ZSRR w 1960, 1966 i 1967.

### Kariera reprezentacyjna
Serebrianikow zadebiutował w reprezentacji ZSRR 11 października 1964 w spotkaniu towarzyskim z drużyną Austrii. Był powołany do składu Sbornej na mistrzostwach świata w 1962, ale nie zagrał żadnego meczu. Występował na mistrzostwach świata w 1966 oraz mistrzostwach świata w 1970.
Na mistrzostwach świata w 1970 został pierwszym piłkarzem w historii wszystkich mistrzostw świata, który był zmieniony przez zawodnika rezerwowego - do tej pory nie wolno było robić zmian. Zmiennikiem tym był Anatolij Puzacz.

## Kariera trenera i działacza
Po zakończeniu kariery piłkarskiej trenował drużyny Frunzenec Sumy oraz Nywa Podhajce.
12 listopada 2014 zmarł w Kijowie w wieku 75 lat.

## Sukcesy i odznaczenia

### Sukcesy klubowe
- 4. miejsce mistrzostw świata (1x): 1966
- mistrz ZSRR (5x): 1961, 1966, 1967, 1968, 1971
- zdobywca Pucharu ZSRR (2x): 1964, 1966

### Odznaczenia
- tytuł Mistrza Sportu ZSRR: 1960
- tytuł Mistrza Sportu Kategorii Międzynarodowej: 1966
- tytuł Zasłużonego Mistrza Sportu ZSRR: 1967
- Order „Za zasługi” III klasy: 2004[3]
- Order „Za zasługi” II klasy: 2011[4]